# 卡罗维利
卡罗维利（義大利語：Carovilli），是意大利伊塞尔尼亚省的一个市镇。总面积41平方公里，人口1440人，人口密度35.1人/平方公里（2009年）。ISTAT代码为094007。